# Torre dels Cordelièrs
La torre Cordeliers és el campanar d'un antic convent catòlic situat a Pàmies, al departament francès de l'Arieja. Està classificada com a Monument Històric per ordre del 4 de març de 1921.
Es tracta d'un campanar octogonal de dos pisos d'estil gòtic llenguadocià, construït amb maó.
El convent dels Cordeliers, construït durant els segles XV i XVI, es trobava al lloc d'una primera església del segle xiv descrita com a enrunada el 1416. El campanar es va construir l'any 1512 inspirat en el campanar de l'església dels Cordeliers de Tolosa. L'edifici va ser parcialment destruït pels protestants l'any 1562 i es va convertir en una torre de guaita durant la Revolució. Des de finals del segle xvii fins al primer quart del XVIII, els Cordeliers (Orde de Sant Francesc) van bastir una església nova i un convent al costat al nord del campanar, que va acabar esdevenint un centre escolar el 1815.
De l'antic convent actualment només en queden el campanar i el mur de ponent.